# Jack Wild
Jack Wild (Royton, 30 settembre 1952 – Tebworth, 2 marzo 2006) è stato un attore britannico, ricordato soprattutto per il suo ruolo nel musical Oliver!, nel quale recitò accanto a Ron Moody, Mark Lester, Shani Wallis e Oliver Reed.
All'età di sedici anni ottenne una candidatura all'Oscar al miglior attore non protagonista per il suo ruolo in Oliver! (1968); fu candidato anche ai BAFTA Award e i Golden Globe come Miglior promessa emergente.

## Biografia

### Infanzia
Wild nacque in una famiglia della classe lavoratrice di Royton, da padre operaio e madre che lavorava come macellaia. Nel 1960 si trasferì con la sua famiglia a Hounslow, ad ovest di Londra. Mentre stava giocando a calcio, venne notato dall'agente teatrale June Collins, la madre di uno dei compagni di squadra di Jack, Phil Collins, anch'egli giovane attore divenuto in seguito membro del gruppo dei Genesis. June Collins iscrisse sia Jack che il fratello Arthur alla Barbara Speake Stage School, una scuola indipendente di Acton nella West London.

### Carriera

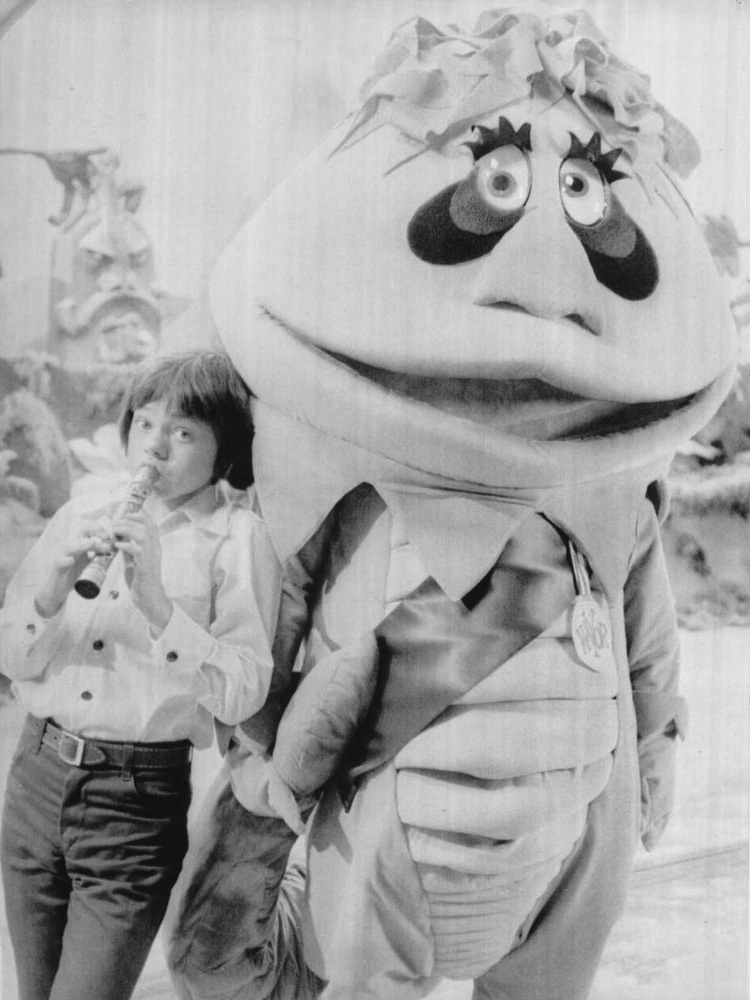
Wild con Mayor Pufnstuf nella serie per bambini H.R. Pufnstuf, 1969

I fratelli Wild, sempre in cerca di ruoli migliori per incrementare il reddito famigliare, vennero entrambi chiamati a recitare al West End in Oliver! di Lionel Bart, Arthur nel ruolo del protagonista e Jack in quello di un membro della banda di Fagin. Jack sostenne alcuni provini per la parte di Artful Dodger nelle successive produzioni teatrali di Oliver!, ma non ottenne il ruolo, tuttavia nel 1968 fu chiamato ad interpretarlo nella versione cinematografica del musical. La sua interpretazione gli valse il plauso della critica e diverse candidature a prestigiosi premi.
Fu alla prima di Oliver! nel 1968 che Wild incontrò i fratelli Sid e Marty Krofft, i quali lo vollero nella serie televisiva per bambini che stavano realizzando, intitolata H.R. Pufnstuf (1969). Jack Wild venne pagato 1 milione di dollari per interpretare "Jimmy", un ragazzo che vive su un'isola magica insieme a Freddy, un flauto parlante. Successivamente Wild recitò nel film Pufnstuf (1970), Come sposare la compagna di banco e farla in barba alla maestra (1971) e Flight of the Doves (1971). Intraprese anche una carriera discografica, incidendo nei primi anni settanta un album per la Capitol Records e due per la Buddah Records. I tre albums sono intitolati The Jack Wild Album, Everything's Coming Up Roses e Beautiful World.

### Sfide
Come molte giovani star, Wild si ritrovò a dover affrontare un periodo difficile nella fase di transizione verso l'età adulta. Iniziò a fumare all'età di 12 anni e all'età di 17 iniziò a bere pesantemente. A 21 anni soffriva già di alcolismo e di diabete mellito e ciò compromise il prosieguo della sua carriera, che entrò in fase di stallo. Nel 1981 avrebbe dovuto recitare insieme a Suzi Quatro in una serie televisiva sulle figure di due moderni Bonnie e Clyde, ma la serie fu cancellata all'ultimo minuto.
Il suo alcolismo rovinò non soltanto la sua carriera, ma anche il suo matrimonio con il suo amore d'infanzia, Gaynor Jones, che lo lasciò nel 1985 a causa della sua eccessiva dipendenza dall'alcool. Dopo aver esaurito la sua restante fortuna, Wild visse alcuni anni con il padre pensionato. Il suo alcolismo gli causò tre arresti cardiaci e lo portò a diversi ricoveri in ospedale fino a quando smise di bere nel 1989. Wild in seguito ammise che quando era continuamente ubriaco era incapace di fare qualsiasi tipo di lavoro.

### Riavvio di carriera
Wild frequentò con successo diversi programmi di riabilitazione per alcolisti e dal 6 marzo 1989 smise di bere. Tornò a recitare in alcuni ruoli minori, in film come Robin Hood - Principe dei ladri (1991) con Kevin Costner e Basil (1998). Trascorse il resto della sua carriera lavorando in teatro. La sua ultima apparizione importante è stata nel rock musical Virus di Tayla Goodman. Lo spettacolo fu rappresentato per due settimane al Theatre Royal di Nottingham. Il regista Peter Everett descrisse Wild come un vero attore della vecchia scuola e un perfetto gentiluomo. L'ultimo film da Wild interpretato è Moussaka & Chips (2005), dove recita ancora una volta insieme a Ron Moody.

### Vita privata
Nel febbraio del 1976 Jack Wild si sposò con Gaynor Jones, suo grande amore di gioventù. La donna lascerà l'attore nel 1985 a causa dei suoi eccessi con l'alcool e divorzierà da lui nello stesso anno. Nel settembre 2005 Wild si è risposato con Claire Harding, conosciuta sul set teatrale di Giacomino e il fagiolo magico a Worthing.

### Malattia e morte
Nel 2000 all'attore venne diagnosticato un carcinoma della bocca causato dall'alcool e dal fumo di cui l'attore ha fatto uso smodato per molti anni. Dopo diversi cicli di chemioterapia, nel luglio 2004 l'attore subì un intervento chirurgico per la parziale asportazione della lingua e delle corde vocali. In seguito alla menomazione, perse l'uso della parola e da allora dovette comunicare attraverso sua moglie, Claire Harding. Jack Wild è morto il 1º marzo 2006, all'età di 53 anni, a causa della patologia tumorale che lo aveva colpito da alcuni anni. Wild è stato sepolto al Toddington Parish Cemetery, nel Bedfordshire.

## Riconoscimenti
- Candidatura all'Oscar al miglior attore non protagonista per Oliver! (Vinto da Jack Albertson per La signora amava le rose)
- Candidatura al Golden Globe alla miglior promessa emergente (Vinto da Leonard Whiting per Romeo e Giulietta)
- Candidatura al BAFTA alla miglior promessa emergente (Vinto da Dustin Hoffman per Il laureato)
- Young Hollywood Hall of Fame (1960's)

## Filmografia
- Out of the Unknown, nell'episodio "Come Buttercup, Come Daisy, Come...?" (1965)
- The Wednesday Play, nell'episodio "A Game, Like, Only a Game" (1966)
- Theatre 625, negli episodi "The Wesker Trilogy: I'm Talking About Jerusalem" (1966) e "The Queen & the Welshman" (1966)
- George and the Dragon, nell'episodio "Merry Christmas" (1966)
- Sir Arthur Conan Doyle, nell'episodio "The Black Doctor" (1967)
- Danny the Dragon (1967)
- Z Cars, negli episodi "You Want 'Em - You Find 'Em: Part 1" (1967), "You Want 'Em - You Find 'Em: Part 2" (1967) e "A Matter for Thought: Part 2" (1968)
- Knock Three Times, nell'episodio "The Other Side of the Tree" (1968)
- Oliver! (Oliver!) (1968)
- The Harry Secombe Show, nell'episodio 1x0 (1968)
- Armchair Theatre, nell'episodio "A Foot in the Door" (1969)
- Thirty-Minute Theatre, nell'episodio "First Confession" (1969)
- The Red Skelton Hour, nell'episodio "The Son of Oliver Twist or Junior Is Just a Little Dickens" (1969)
- H.R. Pufnstuf (1969-1970) Serie TV
- Pufnstuf (1970)
- Come sposare la compagna di banco e farla in barba alla maestra (Melody) (1971)
- Flight of the Doves (1971)
- Il pifferaio di Hamelin (The Pied Piper), regia di Jacques Demy (1972)
- Capitan Onedin (The Onedin Line), nell'episodio "A Woman Alone" (1972)
- I 14 della Bond Street (The 14) (1973)
- Sigmund and the Sea Monsters, nell'episodio "The Wild Weekend" (1973)
- Our Mutual Friend (1976) Miniserie TV
- Perché si faccia con gusto (Keep It Up Downstairs) (1976)
- The Government Inspector, negli episodi "The Inspector Arrives" (1976), "Bribery and Corruption" (1976) e "All Is Revealed" (1976)
- Everyday Maths (1978-1979) Serie TV
- The Ravelled Thread (1979-1980) Serie TV
- Alice (Alicja) (1982)
- Robin Hood - Principe dei ladri (Robin Hood: Prince of Thieves), regia di Kevin Reynolds (1991)
- Unsolved Mysteries, nell'episodio 7x7 (1994)
- Wales Playhouse, nell'episodio "Archangel Night Out" (1995)
- Basil (Basil) (1998)
- Lock, Stock..., nell'episodio "...And Spaghetti Sauce" (2000)
- Moussaka & Chips (2005)

## Doppiatori italiani
Nelle versioni in italiano delle opere in cui ha recitato, Jack Wild è stato doppiato da:
- Loris Loddi in Oliver! (dialoghi)
- Luigi Palma in Oliver! (canto)
- Bruno Conti in Robin Hood - Principe dei ladri

## Discografia

### Album
- The Jack Wild Album (1970)
- Everything's Coming Up Roses (1971)
- A Beautiful World (1972)

### Singoli
| Titolo                                     | Anno | Posizioni in classifica | Posizioni in classifica |
| Titolo                                     | Anno | Regno Unito             | USA                     |
| ------------------------------------------ | ---- | ----------------------- | ----------------------- |
| Some Beautiful                             | 1970 | 46                      | 92                      |
| Wait For Summer                            | 1970 | —                       | 115                     |
| (Holy Moses!) Everything's Coming Up Roses | 1971 | —                       | 107                     |
|                                            |      |                         |                         |